# Ханвант Сингх
Радж Раджешвар Махараджадхирадж Шри Ханвант Сингх Ратхор (хинди हनवंत सिंह; 16 июня 1923 — 26 января 1952) — правитель индийского княжества Джодхпур (1947—1949). Он был заядлым игроком в поло. Он сменил своего отца на посту Махараджи Джодхпура 9 июня 1947 года и сохранял этот титул до своей смерти в авиакатастрофе 26 января 1952 года.

## Биография
Родился 16 июня 1923 года в Джодхпуре, княжество Джодхпур. Старший сын Умайда Сингха (1903—1947), махараджи Джодхпура (1918—1947). Его матерью была Шри Бхатианиджи Махарани Шри Бадан Канварджи Маджи Сахиба (1905—1975).
9 июня 1947 года после смерти своего отца Ханвант Сингх унаследовал княжеский престол Джодхпура.

## Семейная жизнь
14 февраля 1943 года он женился на Махарани Кришне Кумари Сахибе из Дхрангадхры (10 февраля 1926 — 3 июля 2018), от брака с которой у него было трое детей:
- Махараджкумари Шри Чандреш Бада Канварджи Байджи Лалл Сахиба (род. 1 февраля 1944)[2], муж с 1968 года Махараджа Адитья Дев Чанд Каточ, махараджа Ламбаграона (1943—2021). В браке родился один сын
- Махараджкумари Шри Шайлеш Чхота Канварджи Байджи Лалл Сахиба (род. 6 мая 1945), муж с 1964 (развод в 1980) Махарадж Шри Ганга Сингх Сахиб из Калианджеры, единственный сын Махараджа Шри Нарпата Сингхджи Сахиба из Калианджеры. У супругов сын и дочь.
- Гадж Сингх Ратхор (род. 13 января 1948), наследник отца

14 сентября 1948 года в Бомбее Ханвант Синг женился вторым браком на 19-летней шотландской медсестре Сандре Макбрайд (8 ноября 1922 — 31 декабря 1986), с которой у него был бурный и короткий союз. Супруги развелись 20 февраля 1950 года.
17 декабря 1950 года в Бомбее он вступил в морганатический брак с мусульманской актрисой Зубейдой Бегум (1926 — 26 января 1952). Она приняла индуизм под именем Видья Рани Ратхор, от которой у него родился сын по имени Хукум Сингх Ратхор (Туту Бана) (2 августа 1951 — 17 апреля 1984), но вскоре после их свадьбы он получил упрек от королевской семьи, и в результате он начал жить в Мехрангархе. От первого брака у Зубейды был сын Халид Мохаммед, кинокритик и режиссер.
После их смерти его сына Туту воспитывал Раджмата из Джодхпура, а позже он отправился учиться в колледж Майо в Аджмере. Он женился на Рао Рани Раджешвари Кумари Ратхоре, дочери Рао Раджи Далджита Сингха из Алвара. У пары был один сын Парикшит Сингх Ратхор (род. 1974) и одна дочь Джайнандини Канвар (род. 1975). Однако 17 апреля 1981 года он был обезглавлен и найден на улицах Джодхпура.

## Последние годы
После обретения Индией независимости и образования штата Раджастхан в составе Индии, в 1952 году Ханвант Сингх основал новую политическую партию «Ахил Бхартия Рамраджья Паришад». Участвуя в выборах в Генеральную Ассамблею Индии и в Ассамблею штата, намеченных на февраль 1952 года, Ханвант Сингх получил бы большинство в своем регионе. 26 января 1952 года, поспав всего четыре часа, он взлетел на небольшом самолете вместе со своей женой Зубейдой. В результате крушения самолета он погиб в возрасте 28 лет. Зубейда также погибла в результате аварии.
В 2011 году обломки самолета Beechcraft Bonanza, легкого шестиместного самолета, были обнаружены внутри Центральной тюрьмы Джодхпура. Впоследствии, в 2012 году Музей форта Мехрангарх, основанный в 1972 году Махараджей Гаем Сингхом, официально обратился к тюрьме с просьбой передать обломки в музей.